# Alexi Laiho
Alexi Laiho, właśc. Markku Uula Alexi Laiho, pseud. „Wildchild” (ur. 8 kwietnia 1979 w Espoo, zm. 29 grudnia 2020 w Helsinkach) – fiński muzyk, kompozytor, wokalista i instrumentalista. Występował w m.in. w zespołach Sinergy oraz Children of Bodom.

## Życiorys
Będąc dzieckiem Alexi Laiho uczył się grać na skrzypcach i pianinie. Po otrzymaniu prezentu od ojca, jakim była gitara (Tokai Stratocaster), Laiho rozpoczął naukę w Pop&Jazz Konservatorio. W wieku 16 lat Laiho rzucił szkołę, aby całkowicie oddać się grze na gitarze.
Jego pierwszym zespołem był T.O.L.K., który założył z kolegami ze szkoły, nie istniał on jednak długo. W 1993 roku założył wraz z przyjacielem Jaską Raatikainenem deathmetalowy zespół o nazwie Inearthed. Cztery lata później Alexi przyłączył się do grupy Thy Serpent. Po wydaniu albumu Something Wild Laiho odłączył się od niej, a całą swoją uwagę skupił na Children of Bodom.
W 2004 roku został sklasyfikowany na 96. miejscu listy 100 najlepszych gitarzystów heavymetalowych wszech czasów według magazynu Guitar World. Z kolei w 2009 roku został sklasyfikowany na 41. miejscu listy 50 najlepszych heavymetalowych frontmanów wszech czasów według Roadrunner Records.

## Życie prywatne
Alexi Laiho w lutym 2002 r. ożenił się z Kimberly Goss, wokalistką Sinergy. Rozstali się po dwóch latach, lecz nigdy się nie rozwiedli. W grudniu 2017 roku zaręczył się z Kelli Wright, w mediach społecznościowych posługującej się odtąd nazwiskiem Wright-Laiho.
Zmarł pod koniec grudnia 2020 roku w swoim domu w Helsinkach po walce z „długotrwałymi problemami zdrowotnymi”, jak wynikało z informacji wytwórni muzycznej Napalm i oświadczenia zamieszczonego na jego profilu na Facebooku.

## Instrumentarium
| - ESP Alexi Laiho Signature Greeny Electric Guitar - ESP Alexi Laiho Signature Alexi-600 Greeny Electric Guitar - ESP Alexi Laiho Signature Alexi-600 Scythe Electric Guitar |  | - ESP Alexi Laiho Signature E-II Alexi Wild Scythe Electric Guitar - ESP Alexi Laiho Signature Alexi-200 Electric Guitar - ESP Alexi Laiho Signature Alexi-200 LH Electric Guitar |

## Dyskografia
| Tytuł                                                                        | Rok  | Uwagi                       |
| ---------------------------------------------------------------------------- | ---- | --------------------------- |
| Alexi Laiho of Children of Bodom, Melodic Speed, Shred & Heavy Riffs Level 1 | 2008 | DVD, wyd. Rock House Method |
| In Your Face Guitar. Advanced Techniques and Concepts                        | 2011 | DVD, wyd. Rock House Method |

## Nagrody i wyróżnienia
| Rok  | Kategoria                                   | Tytułem     | Nagroda                         | Nota      | Źródło |
| ---- | ------------------------------------------- | ----------- | ------------------------------- | --------- | ------ |
| 2006 | Dimebag Awards For Young Guitarist Shredder | Alexi Laiho | Metal Hammer Golden Gods Awards | Nominacja | [ 11 ] |
| 2008 | Dimebag Darrell Shredder Award              | Alexi Laiho | Metal Hammer Golden Gods Awards | Laur      | [ 12 ] |
| 2011 | Shredder(s)                                 | Alexi Laiho | Metal Hammer Golden Gods Awards | Nominacja | [ 13 ] |